# Wolmuizen
De wolmuizen (Chinchillidae) vormen een familie van Zuid-Amerikaanse knaagdieren. Tot deze familie behoren de twee soorten chinchilla's (Chinchilla), de viscacha (Lagostomus), en de vier soorten haasmuizen (Lagidium). De chinchillaratten (Abrocomidae) behoren tot een andere, maar verwante, familie. De bekendste soort, de chinchilla (Chinchilla lanigera), wordt veelvuldig gehouden als huis- en pelsdier.

## Kenmerken
Wolmuizen hebben een dikke, wollige vacht, grote oren en een lange staart. Ze hebben sterke achterpoten, waarmee ze hard kunnen rennen en van rots naar rots kunnen springen.

## Voorkomen
Wolmuizen komen voor in Zuid- en Centraal-Peru, Bolivia, Zuid- en West-Paraguay, Argentinië en Chili. De meeste soorten leven hoog in de Andes, waar hun dikke vacht de dieren beschermt tegen het barre weer. De viscacha leeft op de pampa's en heeft een minder dikke vacht dan de andere soorten.

## Gedrag
Wolmuizen zijn sociale dieren, die in kolonies leven. Ze eten voornamelijk gras en andere vegetatie als mos en zaden.

## Bedreigingen
Op alle soorten wordt gejaagd voor het bont en het vlees. Vooral de chinchilla's hebben zwaar geleden door overbejaging en beide soorten zijn bedreigd.

## Taxonomie
De volgende soorten en geslachten worden in de familie geplaatst:
- Familie Wolmuizen (Chinchillidae)
  - Onderfamilie Chinchilla's en haasmuizen (Chinchillinae)
    - Geslacht Chinchilla's (Chinchilla)
      - Chinchilla (Chinchilla laniger)
      - Koningschinchilla (Chinchilla chinchilla)
      - Chinchilla villidera†

    - Geslacht Haasmuizen of bergviscacha's (Lagidium)
      - Lagidium ahuacaense
      - Lagidium moreni
      - Peruviaanse haasmuis (Lagidium peruanum)
      - Cuvierhaasmuis (Lagidium viscacia)
      - Zuidelijke haasmuis (Lagidium wolffsohni)

  - Onderfamilie Viscacha-achtigen (Lagostominae)
    - Geslacht Lagostomus
      - Viscacha (Lagostomus maximus)

    - Geslacht Pliolagostomus†
    - Geslacht Prolagostomus†

Fossiele geslachten die niet in een onderfamilie geplaatst zijn: Eoviscacia, Lagostomopsis